# As Grandes Agências Secretas
As Grandes Agências Secretas  é uma ideia da editora portuguesa Levoir, encomendou-se a escrita  ao colunista português José-Manuel Diogo  foi publicado originalmente em 2011 em Portugal, no jornal Público e mais tarde pela editora Clube do Autor, e um título editado no Brasil graças a editora Levoir  e em Portugal e é o primeiro livro em Língua Portuguesa que reúne num só volume a história das principais agências secretas mundiais. Estes textos foram publicados originalmente pela Editora Levoir no jornal Público numa coleção vendida conjuntamente com o jornal.  

## Sinopse
Em As Grandes Agências Secretas o leitor mergulha nos bastidores dos principais serviços de espionagem (Mossad, CIA, MI6, KGB e SIS), e revela os seus segredos, êxitos e fracassos. A origem, o significado, as missões, as operações clandestinas, os agentes, onde estão sediadas. Paralelamente, o autor faz também uma análise das relações entre os estados e lança um olhar sobre os grandes conflitos mundiais revelando desta feita as implicações geopolíticas e geoestratégicas da política internacional. Está tudo nestas mais de 330 páginas.
Paralelamente, o autor faz também uma análise das relações entre os estados e lança um olhar sobre os grandes conflitos mundiais revelando desta feita as implicações geopolíticas e geoestratégicas da política internacional.

## Capítulos
1. Mossad: em permanente estado de guerra
2. CIA: as incríveis operações no estrangeiro.
3. MI6: a mais eficaz agência de espionagem do mundo.
4. KGB: a brutalidade dos espiões de Leste.
5. SIS: quem controla os nossos vigias?

## Citações
Sobre esta obra disse João Barroso Soares:

"Recomendo sinceramente a leitura deste livro, que apresenta, entre outras, uma perspectiva histórica de como os serviços de informação evoluíram"
Em dezembro de 2012 o escritor e jornalista João Céu e Silva na revista Notícias Magazine fez uma grande entrevista com o autor José-Manuel Diogo sobre o livro com o título "No mundo dos espiões":
"As agências secretas fazem história. A primeira pedra da história são as notícias: em forma de notícias, relatos ou crónica de viagens o jornalismo é o primeiro degrau da história. Se quisermos é a história em bruto, por lapidar. Eu trabalho em comunicação há 20 anos, a criar discursos e narrativas a que os meios de comunicação social queiram aderir. Às vezes é difícil fazer isso, sobretudo quando os temas são pouco aliciantes. Mas uma boa história de espiões toda agente aprecia. Acho que me apeteceu ver o lado B da consultoria de comunicação."

## Edição Brasileira
A editora brasileira Edipro fez em 2013 uma edição do livro com a inclusão de mais três capítulos, um dedicado à agência Francesa a DGSE; outro a Indiana e Paquistanesa, o RAW e o ISI e o último os serviços secretos chineses o MSS. O site da Livraria Saraiva uma das mais antigas da cidade de S. Paulo, fundada em 1914 descreve a edição brasileira
""As Grandes Agências Secretas" é uma viagem empolgante ao mundo dos principais serviços secretos. A história e os protagonistas, as personalidades famosas e truculentas, as missões impossíveis que aconteceram em vários países e marcaram o rumo do nosso mundo. Este livro é, simultaneamente, uma análise das relações entre os Estados e um olhar sobre os grandes conflitos mundiais e o mundo tal como hoje o conhecemos..."